# Orovnica
Orovnica este o comună slovacă, aflată în districtul Žarnovica din regiunea Banská Bystrica. Localitatea se află la altitudinea de 325 m deasupra n.m., se întinde pe o suprafață de 14,25 km2 și în 2017 număra 562 de locuitori.

## Istoric
Localitatea Orovnica este atestată documentar din 1209.

## Demografie
| An:                | 1994 | 2004   | 2014   | 2024   |
| ------------------ | ---- | ------ | ------ | ------ |
| Număr de persoane: | 580  | 546    | 567    | 513    |
| Diferență:         |      | −5,86% | +3,84% | −9,52% |

| An:                | 2023 | 2024   |
| ------------------ | ---- | ------ |
| Număr de persoane: | 517  | 513    |
| Diferență:         |      | −0,77% |